# Wojdat

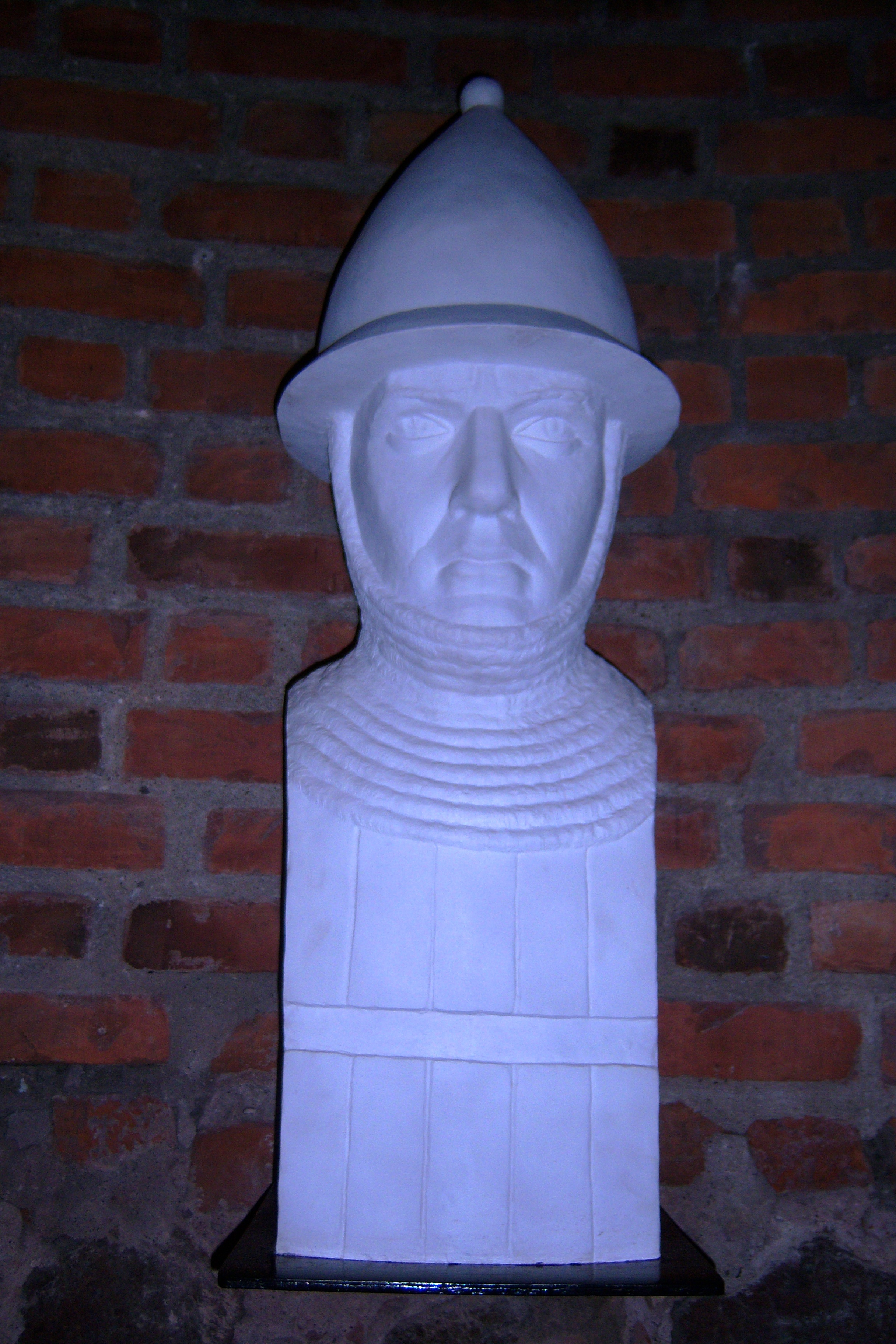
Wojdat

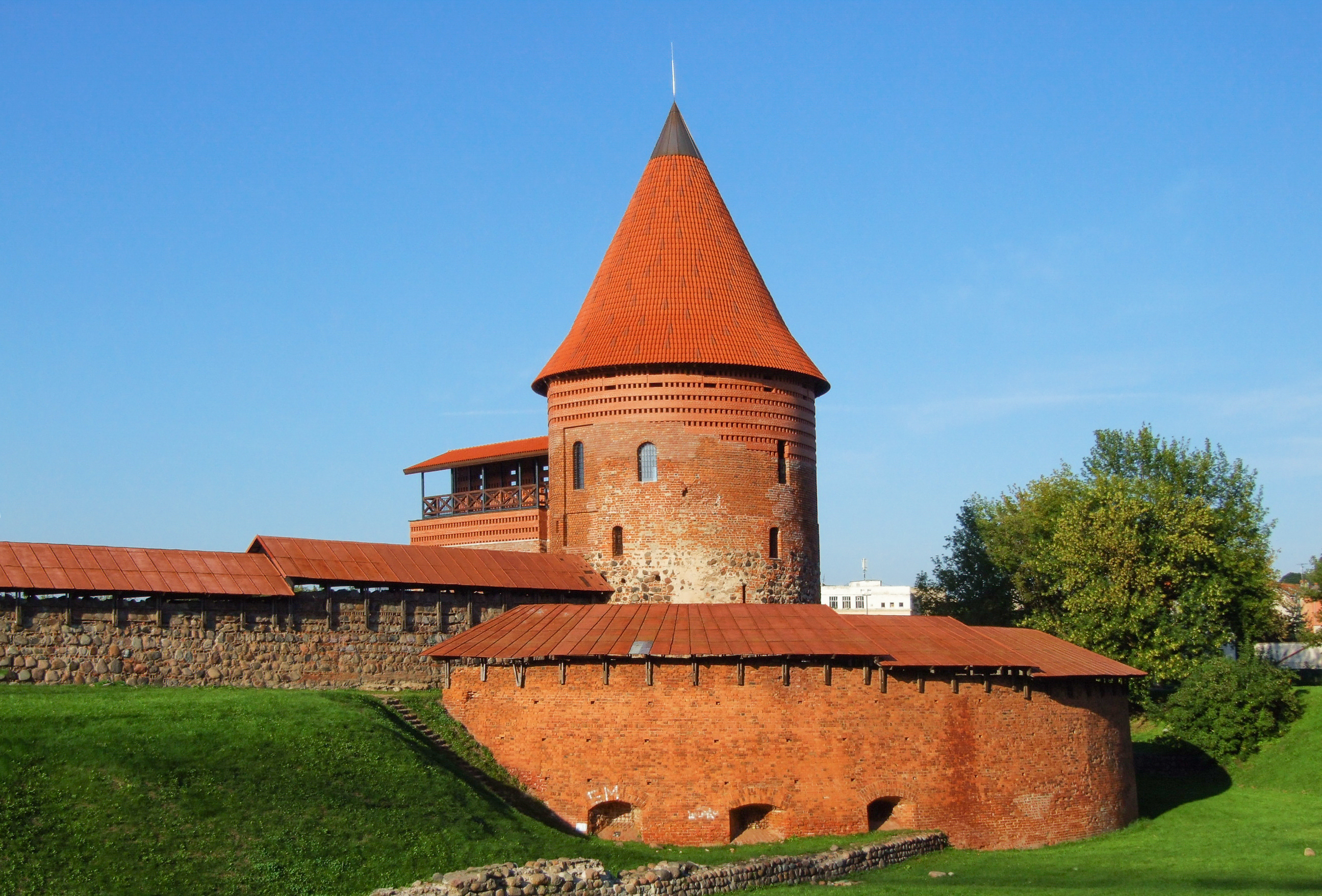
Zamek w Kownie

Wojdat, lit. Vaidotas (ur. XIV wiek, zm. po 1401) – syn Kiejstuta, wielkiego księcia litewskiego. W wiarygodnych źródłach historycznych jest wspomniany jedynie dwukrotnie.

## Życiorys
Według kroniki Wiganda z Marburga był dowódcą garnizonu nowo wybudowanego zamku w Kownie w czasie trzytygodniowego oblężenia prowadzonego przez zakon krzyżacki w kwietniu 1362 roku. Mimo silnego oporu zamek został zdobyty a później zniszczony. Wojdat z 36 ludźmi próbował uciec, jednak został schwytany i uwięziony. Było to jedno z największych i najważniejszych zwycięstw Zakonu Krzyżackiego w wojnach przeciw Litwie w XIV wieku.
Z dokumentu wystawionego przez jego brata Witolda w 1401 roku wiadomo, że Wojdat i jego brat Towciwiłł otrzymali równe prawo do władania Nowogródkiem. Jego dalsze losy są nieznane.
Ze względu na ograniczone źródła historyczne dotyczące osoby Wojdata, jest on czasami mylony z Janem Wajdutą, synem Butawda Henryka i wnukiem Kiejstuta. Niektórzy historycy uważają, że Butawd i Wojdat to ta sama osoba, zaś odmienne imiona wynikają z różnych dialektów języka. Rozbieżności wprowadza także Kronika Bychowca, XVI-wieczne, niezbyt wiarygodne źródło, którego autor twierdził, że Wojdat zmarł w młodości na Litwie.
Imię jego nosi Batalion Piechoty Księcia Vaidotasa Litewskich Sił Zbrojnych.